# Єременко Олександр Володимирович
Олександр Володимирович Єременко (рос. Александр Владимирович Ерёменко; 10 квітня 1980, м. Москва, СРСР) — російський хокеїст, воротар. Виступає за «Динамо» (Москва) у Континентальній хокейній лізі. Заслужений майстер спорту Росії (2009).
Вихованець хокейної школи «Динамо» (Москва). Виступав за ХК МВД (Твер), «Динамо» (Москва), «Мечел» (Челябінськ), «Амур» (Хабаровськ), «Ак Барс» (Казань), «Салават Юлаєв» (Уфа).
У складі національної збірної Росії учасник чемпіонатів світу 2005, 2007, 2008, 2009 і 2010. 
Досягнення
- Чемпіон світу (2008, 2009), срібний (2010) і бронзовий призер (2005, 2007)
- Чемпіон Росії (2005, 2006, 2008), срібний призер (2007)
- Володар Кубка Гагаріна (2011, 2012, 2013)
- Володар Кубка європейських чемпіонів (2007)
- Учасник матчу усіх зірок КХЛ (2009, 2015).

Нагороди
- Нагороджений медаллю ордена «За заслуги перед Вітчизною» (II ступеня) (2009)[1].